# 索普乔皮 (佛罗里达州)
索普乔皮（英語：Sopchoppy）是美国佛罗里达州沃库拉县下属的一座城市。建立于1955年。面积约为3.9平方公里（约合1.5平方英里）。根据2020年美國人口普查，该市有人口426人。论人口在本州排行第372。